# ام‌وی اسپرانزا
ام‌وی اسپرانزا (به انگلیسی: MV Esperanza) یک کشتی است که طول آن ۷۲٫۳ متر (۲۳۷ فوت ۲ اینچ) می‌باشد. این کشتی در سال ۱۹۸۴ ساخته شد.